# Hinta

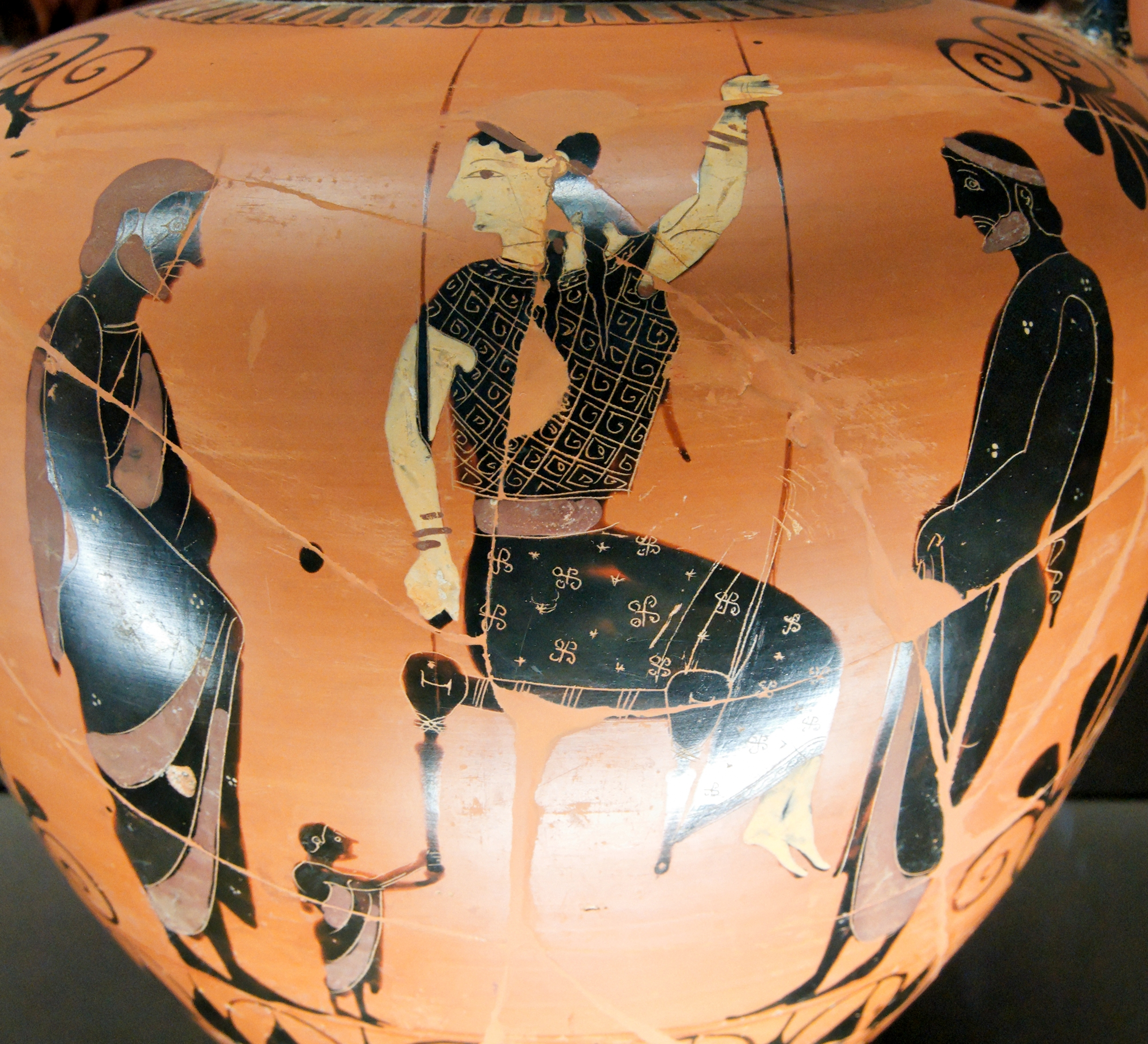
Görög vázakép, hintázó nő

A hinta egy fára vagy vasból készült állványra lánccal vagy kötéllel felfüggesztett, fából, fémből, esetleg műanyagból készült ülés, mely játszótereken, illetve akrobaták számára cirkuszokban található, de pihenési, kikapcsolódási célokat is szolgál. Miután mozgásba lendül, a hinta az inga mozgásához hasonló pályát ír le, mindaddig amíg a légellenállás vagy egyéb külső erő meg nem állítja. A gyermekek nagyon élvezik a hintázást, mint mozgásformát.

## Történet

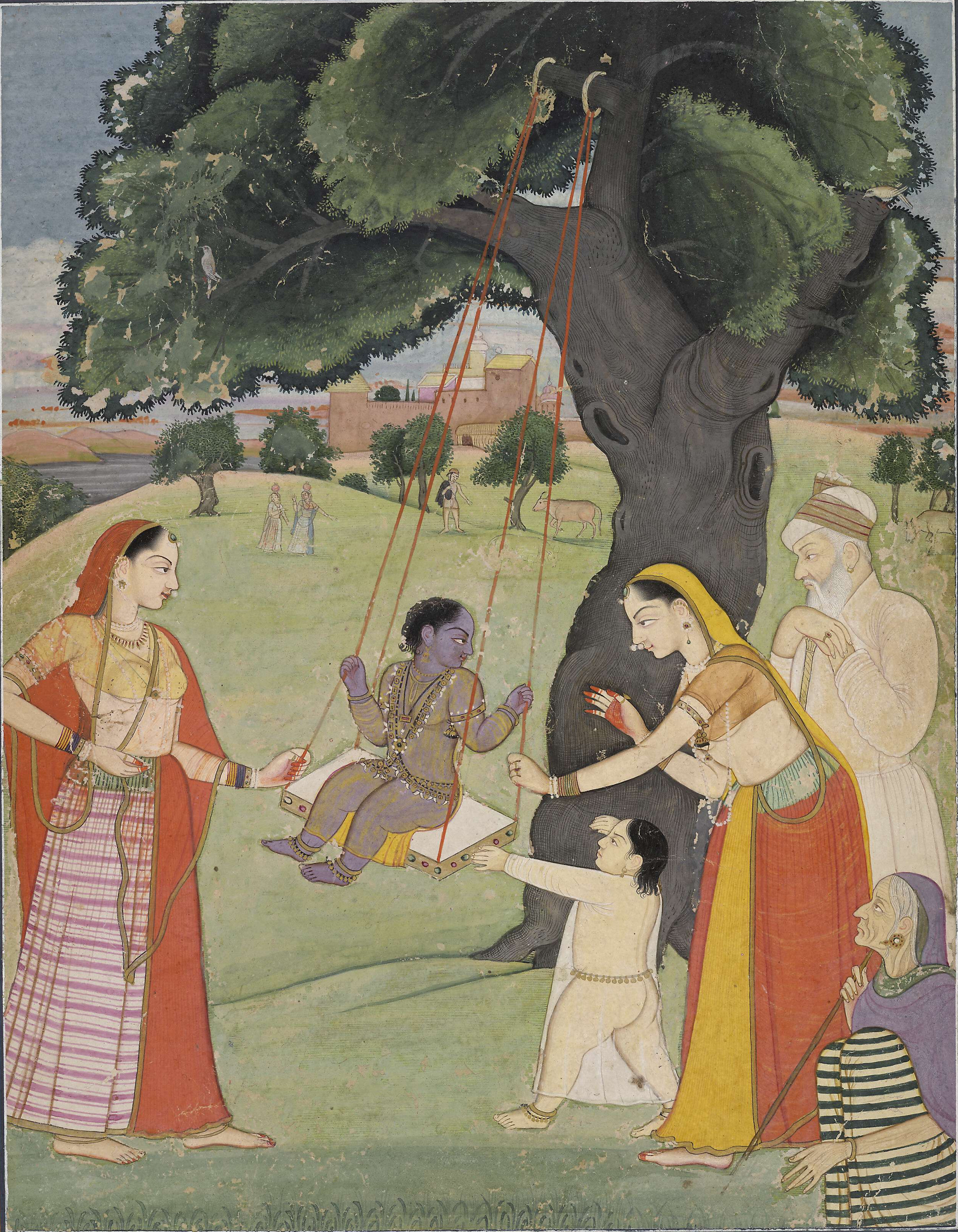
Indiai festmény (1760)

Játszótereken gyakran több hintát is tartalmazó állványokat építenek, melyeken egyidejűleg nem csak egy gyermek tud játszani. Nagyobb (általában használt, kopott) felfüggesztett autóabroncsból is lehetséges egy egyszerű hintát építeni, amely akár egyszerre több gyermek súlyát is elbírja. A hinta a kisgyermekek egyik kedvenc játéka, mivel a repülés érzését kelti bennük. Nagyban befolyásolják a gyermekek harmonikus mozgásfejlődését.

## Használat
A hintát úgy kell használni, hogy miután beleültünk, lábunk (esetleg felsőtestünk) ritmikus előre-hátra mozgatásával hajtjuk. A kisebb gyerekeket a nagyobbak szokták hajtani, mivel még nem tanulták meg a játékszert használni.